# 1929년 5월 9일 일식
1929년 5월 9일 일식은 달이 지구와 태양 사이를 지나면서 태양을 완전히 가리는 개기일식이다. 개기일식은 달의 시직경이 태양의 시직경보다 커서 태양을 다 가릴 수 있을 때 일어난다. 개기일식은 매우 좁은 지역에서만 관측 가능하며, 대부분의 다른 지역에서는 부분일식으로 관측된다.
이날 개기일식의 진행경로는 남아프리카 해역에서부터 인도양, 동남아시아를 거쳐 남태평양 일대까지 이어졌으며 중간에 적도를 지났다. 개기일식이 관측된 지역은 네덜란드령 동인도 (인도네시아), 연방 말레이주 (말레이시아), 시암 (태국), 프랑스령 인도차이나 (베트남), 스프래틀리 군도, 필리핀, 남양 군도 (당시 일본 제국령, 현 미크로네시아 연방) 등이었다.

## 관련 일식

### 전후 일식
일식은 달 궤도의 교대 지점에서 약 144일 4시간마다 한번씩 반복된다.
| 1928년~1931년 일식 | 1928년~1931년 일식       | 1928년~1931년 일식 | 1928년~1931년 일식        | 1928년~1931년 일식 |
| ------------------ | ------------------------ | ------------------ | ------------------------- | ------------------ |
| 승교점             | 승교점                   |                    | 강교점                    | 강교점             |
| 117                | 1928년 5월 19일 완전일식 | 122                | 1928년 11월 12일 부분일식 |                    |
| 127                | 1929년 5월 9일 완전일식  | 132                | 1929년 11월 1일 금환일식  |                    |
| 137                | 1930년 4월 28일 혼성일식 | 142                | 1930년 10월 21일 완전일식 |                    |
| 147                | 1931년 4월 18일 부분일식 | 152                | 1931년 10월 11일 부분일식 |                    |